# 山口直彦 (実業家)
山口 直彦（やまぐち なおひこ、1954年10月 - ）は、日本の実業家、フルハシEPO株式会社代表取締役社長。愛知県生まれ。立教大学社会学部産業関係学科（現・経営学部）卒業。

## 人物・経歴
1978年、フルハシEPO株式会社に入社。
同社専務取締役、代表取締役副社長を歴任し、1997年に同社代表取締役社長就任。
フルハシEPOは、1947年に愛知県名古屋市で製材・木材加工業を営む企業として創業され、オイルショックによる石油価格の高騰を機に、従来国内で焼却処分されていた木材をエネルギー原料に再利用しようと考え、1980年代に木材加工品販売の本格的な事業化を進めた。現行の主な事業内容として、木質バイオマス（木質廃棄物）と建設副産物のリサイクル事業を展開し、許認可工場は全国20カ所に広がっている。山口の経営のもと、近年はバイオマス発電事業へも参画し、2022年4月には東京証券取引所スタンダード市場と名古屋証券取引所メイン市場への上場を果たしている。